# Ioana de Austria
Ioana de Austria (n.  ?), arhiducesă aparținând Casei de Habsburg, a fost prima Mare Ducesă de Toscana prin căsătoria cu Francesco I de' Medici încheiată n 1565. Una dintre fiicele ei a fost faimoasa Maria de Medici, cea de-a doua soție a regelui Henric al IV-lea al Franței.

## Biografie

### Tinerețea
Ioana a fost fiica mai mică a lui Ferdinand I, Împărat al Sfântului Imperiu Roman și a soției sale, Anna Iagello. Ioana s-a născut la Praga în 24 ianuarie 1547 fiind cea mai mică dintre cei 15 copii ai familiei imperiale. Ea nu și-a cunoscut mama, care a murit la două zile după nașterea ei. Prin tatăl ei, Ioana era o descendentă a Isabelei a Castiliei. Părinții ei au contractat pentru ea căsătoria cu urmașul familiei de' Medici, intrată de curând în grupul familiilor nobile din Europa. Familia de' Medici, prin această căsătorie se unea cu cea mai importantă familie regală a Europei, Habsburgi.

### Căsătoria

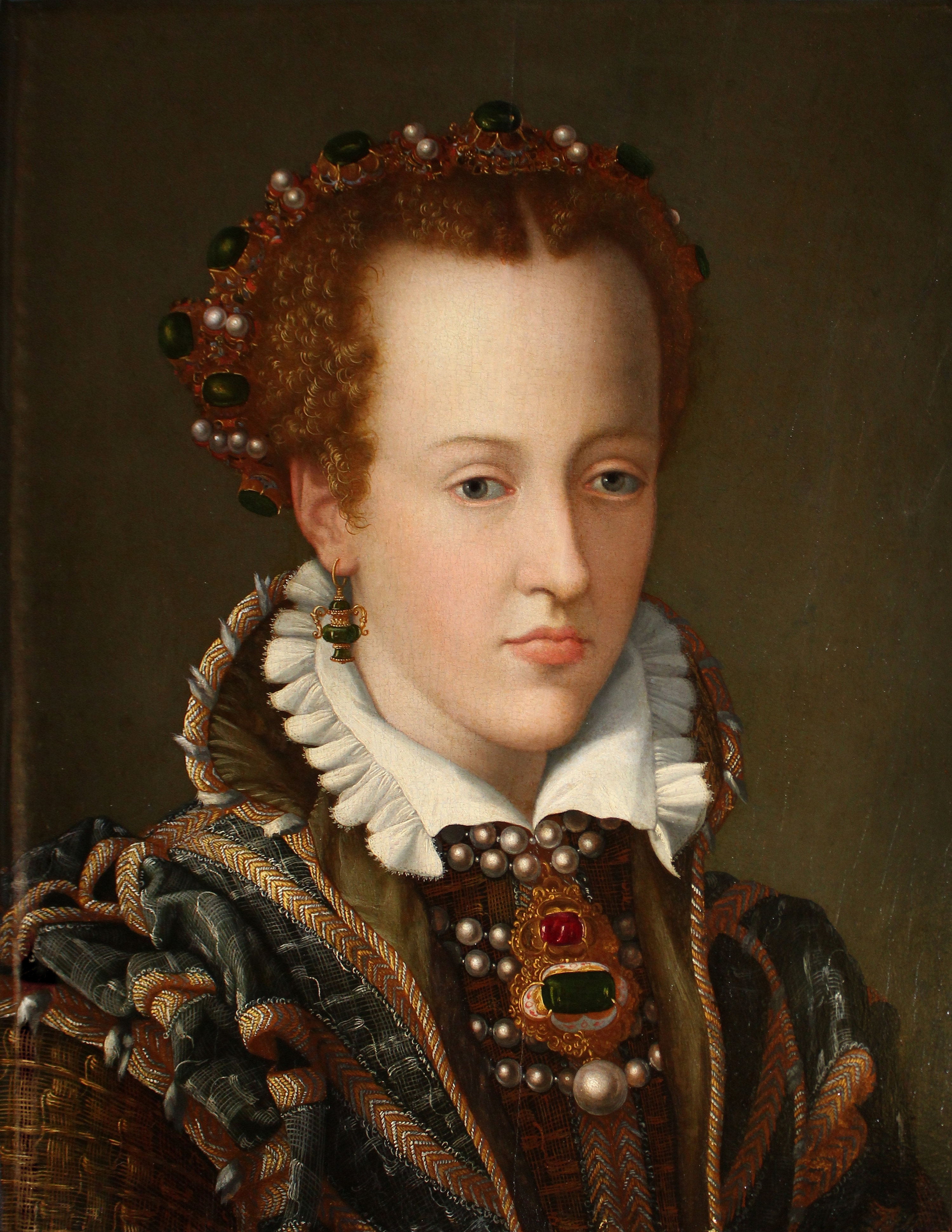
Portret al Ioanei a Austriei, pictat de Alessandro Allori, 1570.

A fost primită cu multe onoruri la Florența în 1565; printre operele create în onoarea sa se numărau Coridorul Vasarian, Fântâna lui Neptun și o serie de fresce în Palazzo Vechio. Căsătoria cu Francesco I de' Medici, Mare Duce de Toscana, a avut loc în 25 decembrie 1565 la Florența. Cu această ocazie orașul a fost împodobit cu ajutorul artiștilor vremii: Giorgio Vasari, Vincenzo Borghini, Giovanni Caccini. Casele care nu erau destul de frumoase, au fost acoperite cu panouri pictate de Carlo Portelli și Santi di Tito, în timp ce în actuala Piazza Goldoni au fost purtate o serie de statui care-l reprezentau pe Imeneo. Alte decorații au fost executate de Alessandro Allori.
Însă viața cu Francesco nu a fost plăcută. Francesco era o persoană neliniștită, interesat de științele oculte, alchimie și arte și era de părere că soția sa era incultă și puțin elegantă, deoarece suferea de o malformație la coloana vertebrală. Ioana era nefericită și îi era dor de casă. Ignorată de soțul ei și disprețuită de florentini deoarece era austriacă, Ioana nu s-a simțit "acasă" în Florența.

### Rivalitatea cu Bianca Capello
La puțin timp după căsătorie, Francesco a început o relație secretă (care curând a devenit de domeniu public) cu o nobilă venețiană, Bianca Capello. Treptat, Francesco și Bianca au devenit mai îndrăzneți, zvonurile despre legătura lor ajungând la toate curțile Europei (Bianca fiind, de asemenea, căsătorită). Ioana era dezavantajată de faptul că născuse șase fiice și mult doritul moștenitor se lăsa așteptat. Absența unui moștenitor de sex masculin care să continue dinastia, era cauza unui conflict permanent cu soțul ei, care prefera compania amantei sale, Bianca, care a născut în 1576 un fiu, Antonio. Pe Ioana nu o irita prea mult relația soțului cu Bianca, soț de care nu era legată sentimental, cât o deranja faptul că nu era tratată conform rangului ei de prințesă. Au supraviețuit câteva scrisori ale Ioanei în care se plângea socrului său, Cosimo I de' Medici, și cumnatului său Ferdinando de' Medici. Cumnatul s-a dovedit un aliat puternic al Ioanei împotriva amantei lui Francesco, care a fost exilată la Palazzo Pitti, dar aceasta nu i-a oprit pe cei doi amanți să continue legătura.

### Problema moștenitorului

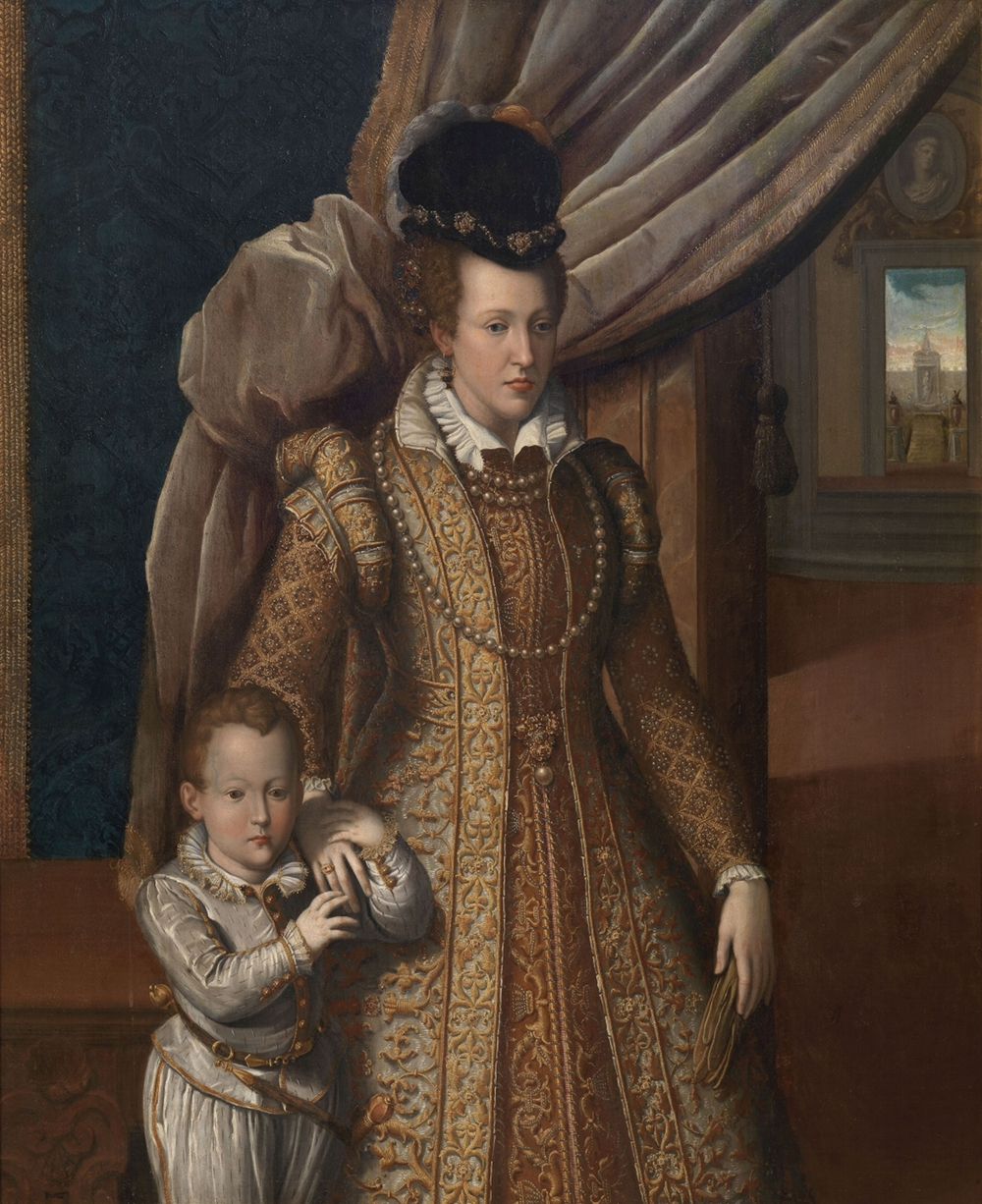
Ioana a Austriei cu fiul ei Fillipo, portret de Giovanni Bizzelli, 1586

Ioana născuse șase fete, din care doar două au ajuns la maturitate (una dintre ele a fost faimoasa Maria de' Medici), regină a Franței). Acestea erau excluse la succesiune, de aceea nașterea lui Fillipo, în 20 mai 1577, a fost sărbătorită cu mare bucurie și succesiunea Marelui Ducat al Toscanei părea asigurată. În același timp elimina toate speranțele Biancăi Capello că fiul ei, Antonio, va deveni într-o zi moștenitor al Toscanei. Despre acest fiu  circulau zvonuri că nu era al ei, ci al unei servitoare. Adevărul despre acest fiu rămâne un mister și în zilele noastre.

### Moartea
În 10 aprilie 1578 Ioana, însărcinată, a căzut pe scări. Câteva ore mai târziu a născut prematur un fiu, care a murit imediat după naștere. Ioana a murit a doua zi, pe 11 aprilie. Circumstanțele morții ei au creat zvonuri cum că ar fi fost ucisă de soțul ei și de Bianca pentru a se putea căsători. Dar o analiză medicală cu mijloace moderne făcută rămășițelor ei, a confirmat versiunea oficială a morții Ioanei. De asemenea, ea suferea de scolioză: avea coloana vertebrală și pelvisul deformate. În aceste condiții toate nașterile au fost dificile și pare remarcabil faptul că le-a supraviețuit. A fost înmormântată la Capela Medici.
Primul ei fiu, Fillipo, a murit la doar patru ani, pe 29 martie 1582.
Francesco s-a căsătorit după doar două luni de la moartea Ioanei, cu Bianca Capello, devenită între timp văduvă după asasinarea „misterioasă” a soțului ei. Căsătoria lor nu a durat mult, deoarece amândoi au murit în 1587 la villa di Poggio a Caiano. Imediat după moartea lor s-a presupus că ar fi fost otrăviți de fratele lui Francesco, Ferdinand, chiar dacă versiunea oficială era că au murit de malarie. Doar în 2006 au fost găsite resturile organice ale celor doi, și, în urma analizelor toxicologice s-a declarat ca posibilă cauză a morții, otrăvirea cu arsenic.
Antonio a fost înlăturat de la succesiune de către fratele lui Francesco, Ferdinand, care a renunțat la purpura de cardinal și a devenit Mare Duce de Toscana.

## Urmași
Ioana a avut opt copii din care doar doi au ajuns la maturitate:
- Eleonora, Ducesă de Mantua, n. 1 martie 1566 - m. 9 februarie 1611. S-a căsătorit cu verișorul ei Vincenzo I Gonzaga.
- Romola de' Medici, n. 20 noiembrie 1568 - m. 20 decembrie 1568
- Anna de' Medici, n. 31 decembrie 1569 - m. 19 februarie 1584.
- Isabella de' Medici, n. 30 septembrie 1571 - m. 8 august 1572
- Lucrezia de' Medici, n. 7 noiembrie 1572 - m. 14 august 1574
- Marie de' Medici, n. 26 aprilie 1575 - m. 3 iulie 1642. S-a căsătorit cu Henric al IV-lea al Franței și a devenit regina Franței.
- Fillipo de' Medici, 20 mai 1577 - m.29 martie 1572.
- Ultimul copil fără nume, 10 aprilie 1578, a murit în pântecul mamei, care la rândul ei a murit a doua zi.